# Neo Sky Dome
Le Neo Sky Dome (新巨蛋) est un ensemble de 4 gratte-ciel construit en 2010 dans le district de Banqiao de Nouveau Taipei, à Taïwan.
Les 4 gratte-ciel sont ;
- Neo Sky Dome, Tower A, 156 mètres de hauteur, 40 étages
- Neo Sky Dome, Tower B, 188 mètres de hauteur, 46 étages
- Neo Sky Dome, Tower C, 178 mètres de hauteur, 43 étages
- Neo Sky Dome, Tower D, 178 mètres de hauteur, 43 étages

Les tours B, C et D font partie des dix plus hauts gratte-ciel de l'agglomération de Taipei.
L'architecte est l'agence taïwanaise P.H. Deng & Associates